# Bandite di Follonica
 (mars 2025).
Les Bandite di Follonica sont un site d'intérêt régional (SIR) dans la province de Grosseto, dans la municipalité de Follonica, protégé en raison du complexe vallonné côtier avec une zone forestière continue et peu de perturbations anthropiques, en raison de la présence de forêt très mature formations (pour la plupart des taillis de chêne-liège âgés). Il existe également un système d'extraction à ciel ouvert ou en tunnel développé (mines d'alun) d'intérêt géomorphologique et naturaliste.

## Territoire
Le site est en partie inclus dans le parc interprovincial de Montioni et dans la zone contiguë associée, constituée des réserves d'État de Poggio Tre Cancelli et de Marsiliana, et dans la zone naturelle protégée d'intérêt local de Montioni. (Municipalité de Suvereto). Le SIR n'est pas inclus dans le réseau écologique européen Natura 2000.

## Flore
La typologie environnementale dominante est donnée par le complexe domanial inhabité et non perturbé, un bon exemple d'écosystème forestier méditerranéen riche en espèces de flore et de faune. Bois et broussailles sclérophylles, bois matures de feuillus thermophiles et mésophiles (chênes de Turquie principalement), garrigue et arbustes sur anciennes terres cultivées, reboisement de conifères. D'autres typologies environnementales pertinentes sont les zones agricoles, les bordures de prairies secondaires, les petits cours d'eau, les petits plans d'eau, les chênes-lièges, les friches minières.

## Faune
- Mammifères : le chat sauvage (Felis silvestris) est à reconfirmer.
- Oiseaux : présence d'espèces rares d'oiseaux liées aux milieux ouverts très limités. Le Circaète Jean-le-Blanc (Circaetus gallicus) est un reproducteur, vraisemblablement avec plusieurs couples. La pie-grièche à poitrine rose (Lanius minor) niche, mais pas reconfirmée ces dernières années. Le bruant ortolan (Emberiza hortulana) est signalé dans le passé comme reproducteur, et aujourd'hui probablement éteint.
- Amphibiens : le sonneur à ventre jaune (Bombina pachypus)
- Reptiles : tortue d'Hermann (Testudo hermanni), cistude (Emys orbicularis), couleuvre à quatre raies (Elaphe quatuorlineata).

## Galerie

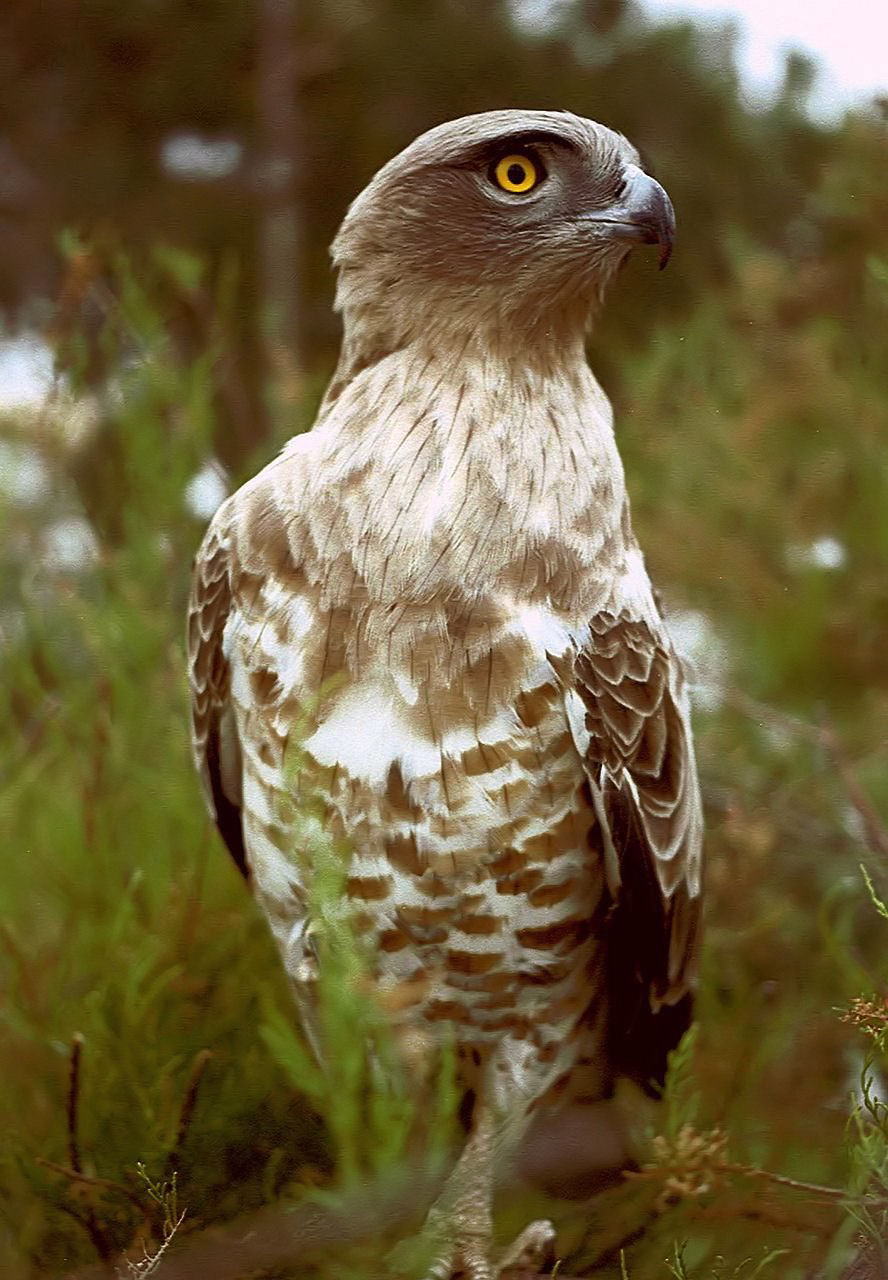
Circaète Jean-le-Blanc.
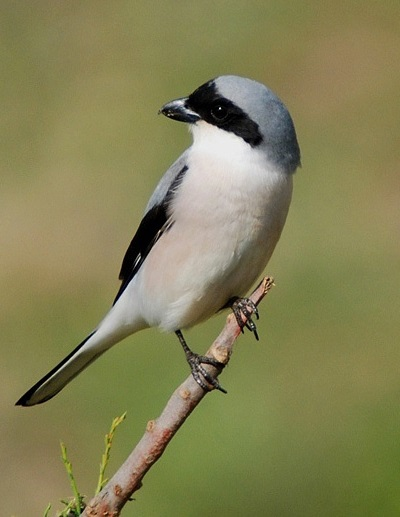
Pie-grièche.
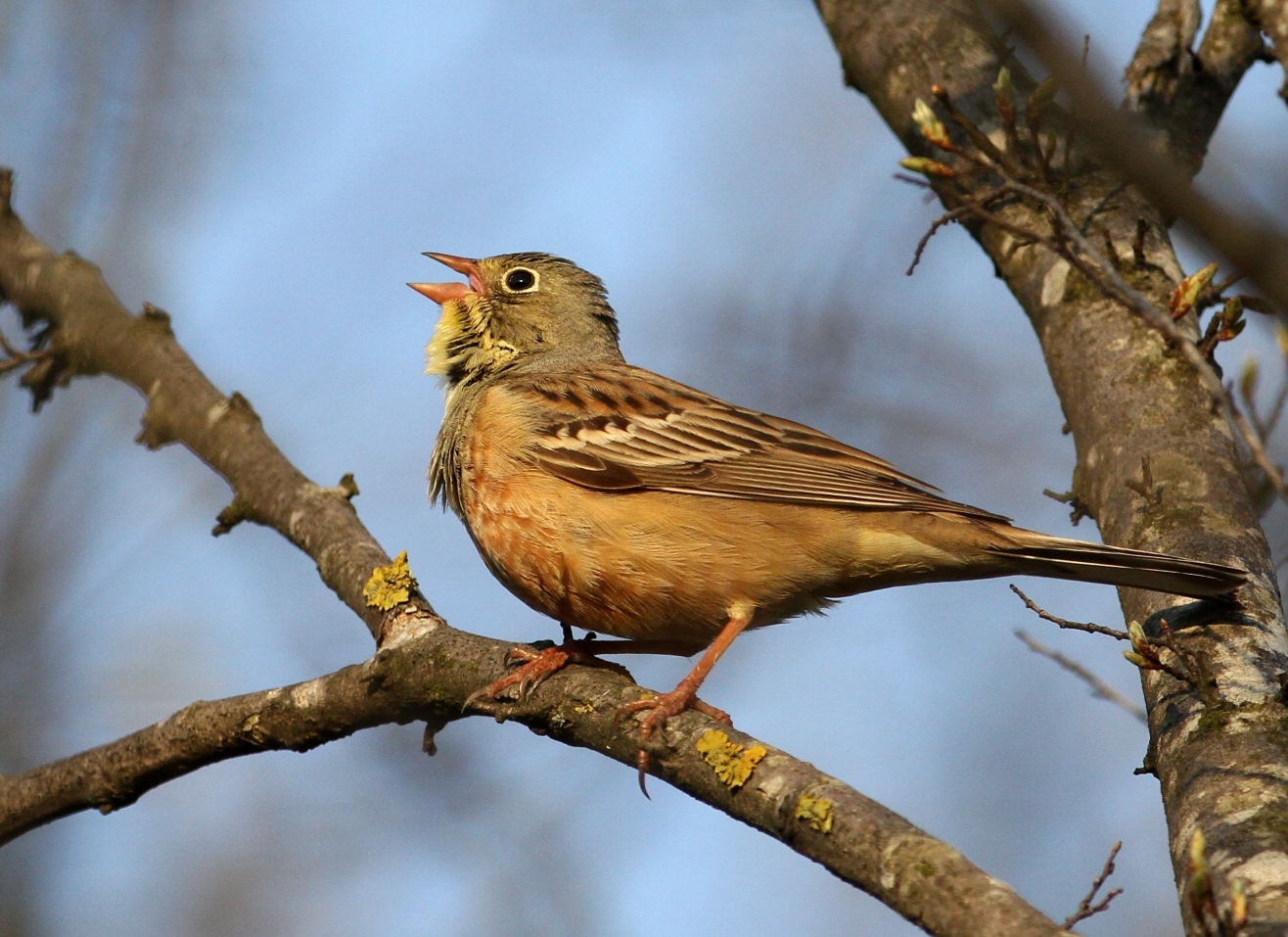
Bruant ortolan.